# Dithecodes inconspicua
Dithecodes inconspicua là một loài bướm đêm trong họ Geometridae.